# 乙酸苯汞
乙酸苯汞，又名醋酸苯汞。结构式CH3C(O)OHgC6H5。

## 性质
白色至微黄色细小闪光的无嗅菱形结晶，在室温下微有挥发性。微溶于水，溶于乙醇、乙酸、丙酮、氯仿和苯，易溶于乙醚。剧毒。

## 制备
由氧化汞、冰醋酸与苯在三氟化硼催化下一步反应而得。
{\displaystyle \ HgO+CH_{3}COOH+C_{6}H_{6}\rightarrow C_{6}H_{5}HgO(O)CCH_{3}+H_{2}O}

## 用途
用于避孕药的生产；也在农业上用作杀虫剂，用于拌种，可防止小麦黑穗病和水稻稻瘟病等，不过在中国已不再使用。